# Joeropsis bidens
Joeropsis bidens är en kräftdjursart som beskrevs av Menzies1962. Joeropsis bidens ingår i släktet Joeropsis och familjen Joeropsididae. Inga underarter finns listade i Catalogue of Life.